# قسم تشهل تششمه الريفي (مقاطعة ديواندرة)
قسم تشهل تششمه الريفي (بالفارسية: دهستان چهل چشمه) هي منطقة سكنية تقع في قسم في إيران. يقدر عدد سكانها بـ 7,156 نسمة .